# Jan Hollestelle
Johannes Willem Jozias (Jan) Hollestelle (Den Helder, 24 juli 1947) is een Nederlands bassist, sessiemusicus en muziekdocent.

## Biografie
Hollestelle is een zoon van de bariton David Hollestelle. Hij kreeg als kind vioolles. Op zijn dertiende kreeg Hollestelle interesse voor de basgitaar en maakte hij zichzelf wegwijs op dit instrument. Drie jaar later kreeg hij een contrabas en bekwaamde hij zich verder op dit instrument. Hierna ging hij naar het Hilversums Muziek Lyceum waar hij op zijn eenentwintigste slaagde.
Met zijn broer Hans speelde hij in de formatie The Torero's. Ook speelde hij eind jaren zestig in de Nederlandse versie van de musical Hair. Hollestelle maakte in de loop van de jaren verder nog deel uit van verschillende andere bands, waaronder The Tower, Autopilot, Robinson Cruiser en Spin. Onder zijn eigen naam bracht hij in 1973 de single Creepy uit, die echter niet de hitlijsten haalde.
Net als zijn broer was hij in de jaren zeventig, tachtig, en negentig een veel gevraagd sessiemuzikant. Hij speelde op opnamen van The Cats, Margriet Eshuijs, Boudewijn de Groot, Nick MacKenzie en veel andere artiesten.
Vanaf circa 1981 was Hollestelle docent basgitaar aan het Hilversums Conservatorium, en vervolgens tot 2013 aan het conservatorium van Amsterdam. Van 1984 tot circa 2001 speelde hij in het Metropole Orkest. Sinds het begin van de jaren negentig specialiseerde hij zich in historische muziek en volgde hij daar les voor bij Nicholas Pap. Hij heeft sindsdien in verschillende barokgroepen gespeeld.

## Trivia
- De familie Hollestelle heeft meer muzikanten voortgebracht. Jan stamt af van Willem Hollestelle (1848-1895), die ook een voorvader is van Conny Hollestelle (1937-2002) en haar broer Peter Hollestelle.
- Een jongere broer van Jan, David, was als gitarist lange tijd lid van The Wild Romance, de band rondom Herman Brood.